# Solariella tryphenensis
Solariella tryphenensis là một small deepwater ốc biển, là động vật thân mềm chân bụng sống ở biển trong họ Solariellidae.